# 소수주주권
소수주주권(少數株主權)은 주식회사에서 주주권의 일종으로 소수 주주에게 인정되는 권리이다. 다수결의 원리가 지배하는 주식회사에서 회사 또는 주주의 이익보호를 위하여 소수주주에게 인정한 특별한 권리를 말한다. 다수결의 남용은 이사의 권한남용으로 이어져 회사의 이익을 침해할 우려가 있으며, 주주총회의 권한축소로 인하여 생길 수 있는 주주권의 약화방지를 위하여 주주의 회사에 대한 감독권(이외에 주주총회결의의 취소의 소도 다수결 남용 시정)을 강화한 것이다. 대주주의 전횡을 막아서 회사의 이익을 보호하기 위한다는 것이 궁극적 목적이다.
소수주주권은 회사가 발행한 주식총수의 일정비율 이상의 주식을 가진 주주만이 행사할 수 있는 권리로서 일정한 요건과 구체적 사안에 따라 발행주식총수의 1/100, 3/100, 또는 10/100 이상의 주식수가 필요하다. 그러나 2009년 개정 상법은 상장회사에 대해서는 그 행사요건을 완화하였으며(상법 제542조의6) 정관으로 더욱 완화할 수도 있도록 하였다. (상법 제542조의6 제2항) 발행 주식 총수의 10분의 1 이상을 요건으로 하는 소수주주권으로는 회사의 해산청구권(상법 제520조 제1항)과 회사정리개시신청권(회사정리법 제30조 제2항) 등이 있다. 100분의 3 이상을 요건으로 하는 것에는 이사의 해임청구권(상법 제385조 제2항), 총회소집청구권(상법 제366조), 회계장부열람권(상법 제466조), 회사의 업무와 재산상태의 검사청구권(상법 제467조 제1항), 청산인의 해임청구권(상법 제539조 제2항) 등이 있으며 100분의 1 이상을 요건으로 하는 것에 이사의 위법 행위에 대한 유지청구권(상법 제402조), 대표소송(상법 제324조, 제403조, 제467조의2 제4항) 등이 있다. 1인 또는 수인의 보유주식수를 합산하여 법에서 정하는 일정의 주식수가 되어야 그 행사를 할 수 있다는 점에서 1주의 주주에게도 부여되는 단독주주권과 구별된다. 
모회사의 소수주주는 자회사의 회계장부 및 서류가 모회사에 보관되어있고 모회사의 회계감사에 필요하다면 자회사에 대한 회계장부열람이 가능할 수 있다.(판례)

## 1/100 이상의 소수주주권
위법행위유지청구권(상법 제402조, 제542조 제2항)과 대표소송제기권(상법 제324조, 제403조, 제415조, 제542조 제2항), 주주 총회 전의 검사인청구권(상법 제 367조 제2항) 이 있다.

## 3/100 이상의 소수주주권
임시총회소집청구권(상법 제366조, 542조 제2항), 주주제안권(제363조의2), 집중투표청구권(제382조의2), 회계장부열람권(제466조), 회사의 업무·재산상태 검사를 위한 검사인선임청구권(제467조 제1항), 이사 · 감사해임청구권(제385조 제2항, 제3항, 제415조), 청산인해임청구권(제539조 제2항, 제3항)이 있다.

##### 주주제안권
소수주주(의결권이 있는 발행주식총수 기준)는 이사에게 주주총회일(정기주주총회의 경우 직전 연도의 정기주주총회일에 해당하는 그 해의 해당일. 이하 이 조에서 같다)의 6주 전에 서면 또는 전자문서(2009년 개정시 추가)로 일정한 사항을 주주총회의 목적사항으로 할 것을 제안할 수 있다. (제363조의2 제1항) 이사는 제1항에 의한 주주제안이 있는 경우에는 이를 이사회에 보고하고 , 이사회는 주주제안의 내용이 법령 또는 정관에 위반되는 경우를 제외하고는 이를 주주총회의 목적사항으로 하여야 한다. 제1항을 위반한 이사는 500만원 이하의 과태료 제재를 받는다.(제635조 제1항 19의3호) 제1항의 경우 주주제안을 한 자의 청구가 있는 때에는 주주총회에서 당해 의안을 설명할 기회를 주어야 한다. (363의2 제3항) 즉, 주주제안을 한 주주의 청구가 없는 때에는 주주총회에서 당해 의안을 설명할 기회를 주지 않아도 된다.
소수주주는 소집통지서에 당해 주주가 제안한 의안의 요령을 기재할 것을 청구할 수 있으며(제363조의2 제2항 : 의안제안권), 이사회는 주주의 제안내용이 법령 또는 정관에 위반되는 경우와 그 밖에 대통령령(2009년 개정시 추가)으로 정하는 경우를 제외하고는 이를 주주총회의 목적사항으로 상정하여야 하며, 당해 주주의 요청이 있는 경우에는 주주총회에서 당해 의안을 설명할 수 있는 기회를 주어야 한다. (제363조의2 제3항)

## 10/100 이상의 소수주주권
해산판결청구권(제520조 제1항) 하나 뿐이다.

## 판례
- 주식회사 소수주주가 상법 제466조 제1항의 규정에 따라 회사에 대하여 회계의 장부와 서류의 열람 또는 등사를 청구하기 위하여는 이유를 붙인 서면으로 하여야 하는 바, 회계의 장부와 서류를 열람 또는 등사시키는 것은 회계운영상 중대한 일이므로 그 절차를 신중하게 함과 동시에 상대방인 회사에게 열람 및 등사에 응하여야 할 의무의 존부 또는 열람 및 등사를 허용하지 않으면 안 될 회계의 장부 및 서류의 범위 등의 판단을 손쉽게 하기 위하여 그 이유는 구체적으로 기재하여야 한다[3]
- 회사의 정기주주총회에 적법하게 참석한 주주라고 할지라도 주주총회장에서의 질무, 의사진행 발언, 의결권의 행사 등의 주주총회에서의 통상적인 권리행사 범위를 넘어서서 회사의 구체적인 회계장부나 서류철 등을 열람하기 위하여는 별도로 상법 제466조 등에 정해진 바에 따라 회사에 대하여 그 열람을 청구하여야 한다[4]
- 상법 제391조의3 제3항, 제466조 제1항에서 규정하고 있는 주주의 이사회의 의사록 또는 회계의 장부와 서류 등에 대한 열람, 등사청구가 있는 경우, 회사는 그 청구가 부당함을 증명하여 이를 거부할 수 있는바, 주주의 열람, 등사권 행사가 부당한 것인지 여부는 그 행사에 이르게 된 경위, 행사의 목적, 악의성 유무 등 제반 사정을 종합적으로 고려하여 판단하여야 할 것이고, 특히 주주의 이와 같은 열람, 등사권의 행사가 회사업무의 운영 또는 주주 공동의 이익을 해치거나 주주가 회사의 경쟁자로서 그 취득한 정보를 경업에 이용할 우려가 있거나, 또는 회사에 지나치게 불리한 시기를 택하여 행사하는 경우 등에는 정당한 목적을 결하여 부당한 것이라고 보아야 한다[5]